# Таблиця коефіцієнтів УЄФА
У європейському футболі, коефіцієнти УЄФА є статистичними даними, які використовуються для ранжування та посіву команд на міжнародних змаганнях. Введені в 1979 році коефіцієнти розраховуються УЄФА, яка керує футболом у Європі.
Для змагань між чоловіками (що обговорюється в цій статті), існують три види коефіцієнтів:
- Коефіцієнт національних збірних: використовувався з 1997 по 2017 рік для визначення рейтингу національних команд та для їх посіву у відбіркових та фінальних турнірах Чемпіонату Європи з футболу. УЄФА вирішило після 2017 року для посіву використовувати:
  - Загальний рейтинг розіграшу Ліга націй УЄФА для формування кошиків у кваліфікаційному раунді до чемпіонату Європи.
  - Загальний рейтинг кваліфікаційного раунду до чемпіонату Європи для формування кошиків для жеребкування групового етапу фінального турніру чемпіонату Європи.
- Коефіцієнт футбольних асоціацій: використовується для ранжування клубів кожної асоціації-члена, для присвоєння кількості місць, і на якому етапі клуби увійдуть до Ліги чемпіонів УЄФА і Ліги Європи УЄФА
- Коефіцієнт футбольних клубів: використовується для ранжирування окремих клубів та для посіву в Лізі чемпіонів УЄФА і Лізі Європи УЄФА

Аналогічним чином коефіцієнти обчислюються і для жіночих змагань, таких як жіночий чемпіонат Європи з футболу та жіноча Ліги чемпіонів УЄФА, а також для молодіжних турнірів, таких як Чемпіонат Європи з футболу серед молодіжних команд.

## Рейтинг чоловічих асоціацій

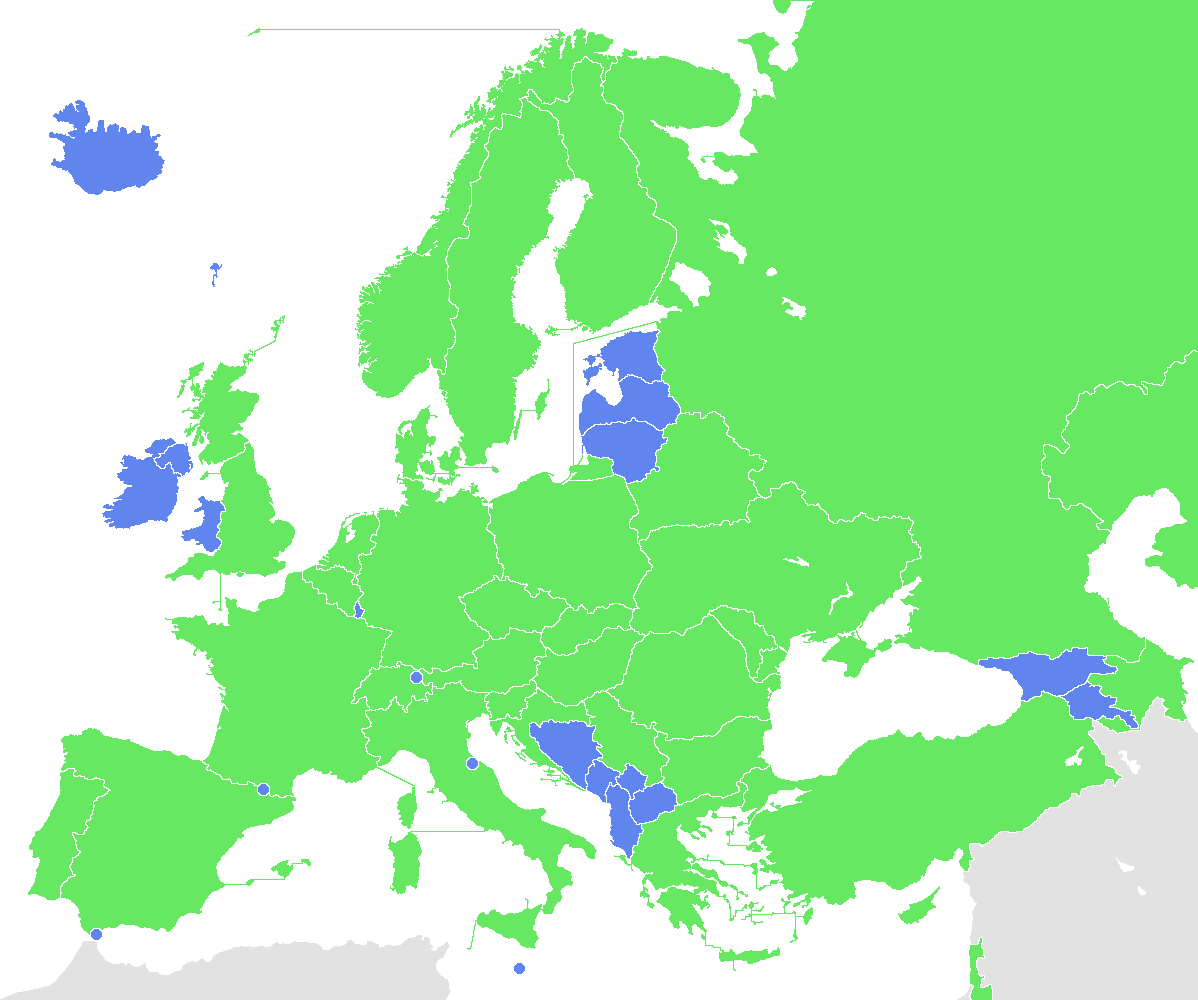
Мапа країн-членів УЄФА:
Країна-член УЄФА, яка була представлена на груповому етапі Ліги чемпіонів УЄФА
Країна-член УЄФА, яка не була представлена на груповому етапі
Не є членом УЄФА

Коефіцієнти клубів асоціації складаються на підставі результатів усіх клубів асоціації в Лізі чемпіонів УЄФА, Лізі Європи УЄФА та Лізі конференцій УЄФА за останні п'ять сезонів. Рейтинги визначають кількість місць для кожної асоціації (країни) в майбутніх клубних змаганнях УЄФА.

### Система нарахування очок
1. Кожна команда отримує два очки за перемогу і одне очко за нічию (очки, набрані в кваліфікаційних раундах, ділять навпіл). Результати додаткового часу враховуються в результат матчу, водночас серія пенальті не береться в розрахунок.
2. Очки нараховуються за участь в етапах ліги та за місце в фінальному рейтингу цього етапу.
3. Клубам, які пробиваються в плей-оф єврокубків, нараховуються додаткові бонусні бали за кожен раунд.

### Розрахунок коефіцієнта
Коефіцієнт являє собою суму середнього значення за поточний сезон (загальна кількість набраних балів ділиться на кількість клубів асоціації, які беруть участь в єврокубковому сезоні) і результатів попередніх чотирьох сезонів. Якщо дві асоціації матимуть однаковий коефіцієнт, вище місце посяде країна з більш високим коефіцієнтом за останній сезон.
Станом на 15 серпня 2024 року.
| Позиція | Позиція | Позиція       | Країна (Л: Ліга, К: Кубок, КЛ: Кубок Ліги) | Коефіцієнт | Коефіцієнт | Коефіцієнт | Коефіцієнт | Коефіцієнт | Коефіцієнт | Команди | Місця в сезоні 2026/27 | Місця в сезоні 2026/27 | Місця в сезоні 2026/27 | Місця в сезоні 2026/27 |
| 2025    | 2024    | Зміна позицій | Країна (Л: Ліга, К: Кубок, КЛ: Кубок Ліги) | 2020–21    | 2021–22    | 2022–23    | 2023–24    | 2024–25    | Всього     | Команди | ЛЧ                     | ЛЄ                     | ЛК                     | Разом                  |
| ------- | ------- | ------------- | ------------------------------------------ | ---------- | ---------- | ---------- | ---------- | ---------- | ---------- | ------- | ---------------------- | ---------------------- | ---------------------- | ---------------------- |
| 1       | 1       | –             | Англія (Л, К, КЛ)                          | 24.357     | 21.000     | 23.000     | 17.375     | 3.428      | 89.160     | 7/7     | 4                      | 2                      | 1                      | 7                      |
| 2       | 2       | –             | Італія (Л, К)                              | 16.285     | 15.714     | 22.357     | 21.000     | 3.750      | 79.106     | 8/8     | 4                      | 2                      | 1                      | 7                      |
| 3       | 3       | –             | Іспанія (Л, К)                             | 19.500     | 18.428     | 16.571     | 16.062     | 3.428      | 73.989     | 7/7     | 4                      | 2                      | 1                      | 7                      |
| 4       | 4       | –             | Німеччина (Л, К)                           | 15.214     | 16.214     | 17.125     | 19.357     | 3.750      | 71.660     | 8/8     | 4                      | 2                      | 1                      | 7                      |
| 5       | 5       | –             | Франція (Л, К)                             | 7.916      | 18.416     | 12.583     | 16.250     | 2.785      | 57.950     | 7/7     | 4                      | 2                      | 1                      | 7                      |
| 6       | 6       | –             | Нідерланди (Л, К)                          | 9.200      | 19.200     | 13.500     | 10.000     | 2.666      | 54.566     | 5/6     | 3                      | 2                      | 1                      | 6                      |
| 7       | 7       | –             | Португалія (Л, К)                          | 9.600      | 12.916     | 12.500     | 11.000     | 3.900      | 49.916     | 5/5     | 2                      | 2                      | 1                      | 5                      |
| 8       | 8       | –             | Бельгія (Л, К)                             | 6.000      | 6.600      | 14.200     | 14.400     | 2.400      | 43.600     | 5/5     | 2                      | 2                      | 1                      | 5                      |
| 9       | 10      | +1            | Чехія (Л, К)                               | 6.600      | 6.700      | 6.750      | 13.500     | 2.800      | 36.350     | 4/5     | 2                      | 2                      | 1                      | 5                      |
| 10      | 9       | –1            | Туреччина (Л, К)                           | 3.100      | 6.700      | 11.800     | 12.000     | 1.700      | 35.300     | 5/5     | 2                      | 2                      | 1                      | 5                      |
| 11      | 14      | +3            | Норвегія (Л, К)                            | 6.500      | 7.625      | 5.750      | 8.000      | 2.875      | 30.750     | 3/4     | 2                      | 2                      | 1                      | 5                      |
| 12      | 17      | +5            | Ізраїль (Л, К)                             | 7.000      | 6.750      | 6.250      | 8.750      | 1.375      | 30.125     | 1/4     | 2                      | 2                      | 1                      | 5                      |
| 13      | 13      | –             | Австрія (Л, К)                             | 6.700      | 10.400     | 4.900      | 4.800      | 2.500      | 29.300     | 4/5     | 2                      | 1                      | 2                      | 5                      |
| 14      | 16      | +2            | Данія (Л, К)                               | 4.125      | 7.800      | 5.900      | 8.500      | 2.500      | 28.825     | 2/4     | 2                      | 1                      | 2                      | 5                      |
| 15      | 15      | –             | Греція (Л, К)                              | 5.100      | 8.000      | 2.125      | 11.400     | 2.125      | 28.750     | 3/4     | 2                      | 1                      | 2                      | 5                      |
| 16      | 11      | –5            | Шотландія (Л, К)                           | 8.500      | 7.900      | 3.500      | 6.400      | 2.100      | 28.400     | 4/5     | 1                      | 1                      | 2                      | 4                      |
| 17      | 12      | –5            | Швейцарія (Л, К)                           | 5.125      | 7.750      | 8.500      | 5.200      | 1.300      | 27.875     | 4/5     | 1                      | 1                      | 2                      | 4                      |
| 18      | 21      | +3            | Польща (Л, К)                              | 4.000      | 4.625      | 7.750      | 6.875      | 2.625      | 25.875     | 3/4     | 1                      | 1                      | 2                      | 4                      |
| 19      | 20      | +1            | Хорватія (Л, К)                            | 5.900      | 6.000      | 3.375      | 5.875      | 1.750      | 22.900     | 2/4     | 1                      | 1                      | 2                      | 4                      |
| 20      | 18      | –2            | Україна (Л, К)                             | 6.800      | 4.200      | 5.700      | 4.100      | 1.900      | 22.700     | 3/5     | 1                      | 1                      | 2                      | 4                      |
| 21      | 19      | –2            | Сербія (Л, К)                              | 5.500      | 9.500      | 5.375      | 1.400      | 0.500      | 22.275     | 3/5     | 1                      | 1                      | 2                      | 4                      |
| 22      | 24      | +2            | Угорщина (Л, К)                            | 4.250      | 2.750      | 5.875      | 4.500      | 3.000      | 20.375     | 3/4     | 1                      | 1                      | 2                      | 4                      |
| 23      | 25      | +2            | Швеція (Л, К)                              | 2.500      | 5.125      | 6.250      | 1.875      | 3.500      | 19.250     | 4/4     | 1                      | 1                      | 2                      | 4                      |
| 24      | 29      | +5            | Словаччина (Л, К)                          | 1.500      | 4.125      | 6.000      | 5.000      | 2.500      | 19.125     | 2/4     | 1                      | 1                      | 2                      | 4                      |
| 25      | 23      | –2            | Кіпр (Л, К)                                | 4.000      | 4.125      | 5.100      | 3.750      | 2.000      | 18.975     | 3/4     | 1                      | 1                      | 2                      | 4                      |
| 26      | 28      | +2            | Азербайджан (Л, К)                         | 2.500      | 4.375      | 4.000      | 5.875      | 2.125      | 18.875     | 2/4     | 1                      | 1                      | 2                      | 4                      |
| 27      | 27      | –             | Болгарія (Л, К)                            | 4.000      | 3.375      | 4.500      | 4.375      | 2.125      | 18.375     | 1/4     | 1                      | 1                      | 2                      | 4                      |
| 28      | 22      | –6            | Росія (Л, К)[F]                            | 4.333      | 5.300      | 4.333      | 4.333      | 0.000      | 18.299     | 0/0     | 1                      | 1                      | 2                      | 4                      |
| 29      | 26      | –3            | Румунія (Л, К)                             | 3.750      | 2.250      | 6.250      | 3.250      | 2.500      | 18.000     | 2/4     | 1                      | 1                      | 2                      | 4                      |
| 30      | 30      | –             | Словенія (Л, К)                            | 2.250      | 3.000      | 2.125      | 3.875      | 3.000      | 14.250     | 3/4     | 1                      | 1                      | 2                      | 4                      |
| 31      | 31      | –             | Молдова (Л, К)                             | 1.375      | 5.250      | 3.750      | 2.000      | 1.625      | 14.000     | 1/4     | 1                      | 1                      | 2                      | 4                      |
| 32      | 32      | –             | Косово (Л, К)                              | 1.833      | 2.333      | 2.875      | 3.000      | 2.000      | 12.041     | 1/4     | 1                      | 1                      | 2                      | 4                      |
| 33      | 35      | +2            | Ірландія (Л, К)                            | 1.875      | 2.875      | 3.375      | 1.500      | 2.250      | 11.875     | 2/4     | 1                      | 1                      | 2                      | 4                      |
| 34      | 36      | +2            | Вірменія (Л, К)                            | 1.375      | 1.875      | 2.375      | 2.250      | 3.125      | 11.000     | 2/4     | 1                      | 0                      | 3                      | 4                      |
| 35      | 37      | +2            | Латвія (Л, К)                              | 1.375      | 2.625      | 2.750      | 1.625      | 2.625      | 11.000     | 1/4     | 1                      | 0                      | 3                      | 4                      |
| 36      | 41      | +5            | Ісландія (Л, К)                            | 0.625      | 1.500      | 3.000      | 3.833      | 2.000      | 10.958     | 1/4     | 1                      | 0                      | 3                      | 4                      |
| 37      | 38      | +1            | Фарерські острови (Л, К)                   | 2.750      | 1.500      | 2.250      | 2.750      | 1.375      | 10.625     | 1/4     | 1                      | 0                      | 3                      | 4                      |
| 38      | 34      | –4            | Фінляндія (Л, К)                           | 1.375      | 3.750      | 2.625      | 1.750      | 1.125      | 10.625     | 1/4     | 1                      | 0                      | 3                      | 4                      |
| 39      | 39      | –             | Боснія і Герцеговина (Л, К)                | 2.625      | 1.625      | 2.000      | 2.250      | 1.500      | 10.000     | 2/4     | 1                      | 0                      | 3                      | 4                      |
| 40      | 33      | –7            | Казахстан (Л, К)                           | 1.000      | 2.875      | 1.125      | 3.125      | 1.750      | 9.875      | 1/4     | 1                      | 0                      | 3                      | 4                      |
| 41      | 45      | +4            | Мальта (Л, К)                              | 1.500      | 1.875      | 2.625      | 1.500      | 1.000      | 8.500      | 0/4     | 1                      | 0                      | 3                      | 4                      |
| 42      | 44      | +2            | Литва (Л, К)                               | 1.625      | 1.750      | 2.375      | 1.125      | 1.250      | 8.125      | 1/4     | 1                      | 0                      | 3                      | 4                      |
| 43      | 40      | –3            | Ліхтенштейн (К)                            | 0.500      | 0.000      | 6.500      | 0.500      | 0.500      | 8.000      | 0/1     | 0                      | 0                      | 1                      | 1                      |
| 44      | 48      | +4            | Естонія (Л, К)                             | 1.375      | 3.666      | 1.166      | 0.125      | 1.625      | 7.957      | 0/4     | 1                      | 0                      | 3                      | 4                      |
| 45      | 47      | +2            | Албанія (Л, К)                             | 2.000      | 1.625      | 0.875      | 2.125      | 1.250      | 7.875      | 0/4     | 1                      | 0                      | 3                      | 4                      |
| 46      | 42      | –4            | Північна Ірландія (Л, К)                   | 2.833      | 1.625      | 1.250      | 1.125      | 0.750      | 7.583      | 1/4     | 1                      | 0                      | 3                      | 4                      |
| 47      | 53      | +6            | Чорногорія (Л, К)                          | 1.625      | 0.750      | 1.000      | 1.333      | 2.500      | 7.208      | 0/3     | 1                      | 0                      | 3                      | 4                      |
| 48      | 43      | –5            | Люксембург (Л, К)                          | 1.000      | 1.250      | 1.125      | 2.250      | 1.250      | 6.875      | 0/4     | 1                      | 0                      | 3                      | 4                      |
| 49      | 46      | –3            | Грузія (Л, К)                              | 1.750      | 1.250      | 1.125      | 1.250      | 1.250      | 6.625      | 0/4     | 1                      | 0                      | 3                      | 4                      |
| 50      | 50      | –             | Північна Македонія (Л, К)                  | 1.750      | 0.625      | 1.625      | 1.500      | 0.666      | 6.166      | 0/3     | 1                      | 0                      | 3                      | 4                      |
| 51      | 52      | +1            | Уельс (Л, К)                               | 1.500      | 1.500      | 1.166      | 0.625      | 1.125      | 5.916      | 1/4     | 1                      | 0                      | 2                      | 3                      |
| 52      | 49      | –3            | Білорусь (Л, К)                            | 1.500      | 0.250      | 0.625      | 1.750      | 1.375      | 5.500      | 1/4     | 1                      | 0                      | 2                      | 3                      |
| 53      | 51      | –2            | Андорра (Л, К)                             | 0.666      | 1.500      | 0.666      | 1.666      | 0.833      | 5.331      | 1/3     | 1                      | 0                      | 2                      | 3                      |
| 54      | 54      | –             | Гібралтар (Л, К)                           | 1.666      | 1.250      | 0.875      | 0.166      | 1.166      | 5.123      | 1/3     | 1                      | 0                      | 2                      | 3                      |
| 55      | 55      | –             | Сан-Марино (Л, К)                          | 0.500      | 0.166      | 0.833      | 0.333      | 0.666      | 2.498      | 0/3     | 1                      | 0                      | 2                      | 3                      |

1. ↑  Кількість команд, які ще донині беруть участь у Лізі чемпіонів, Лізі Європи чи Лізі конференцій.
2. ↑  Володар Кубка Футбольної ліги Англії отримує місце в Лізі конференцій УЄФА за спеціальним дозволом УЄФА (замінюючи команду ліги з найнижчим рейтингом, яка пройшла би кваліфікацію).
3. 1 2  Відсторонені від участі у єврокубках, присуджено 4.333 очків (найнижчий коефіціент за останні 5 сезонів).
4. ↑  Відсторонені від участі у єврокубках.
5. ↑  Ліхтенштейнський футбольний союз не проводить національний чемпіонат, оскільки в князівстві немає необхідної кількості клубів. Єдиним представником Ліхтенштейну в європейських змаганнях є володар національного кубка, який виступає в Лізі Європи УЄФА. Усі клуби Ліхтенштейну беруть участь різних дивізіонах чемпіонату Швейцарії, та можуть кваліфікуватися в Лігу Чемпіонів УЄФА через чемпіонат Швейцарії.[3][4]

Примітки
1. ^ Росія (RUS): 28 лютого 2022 року ФІФА та УЄФА відсторонили від змагань усі клуби та збірні Росії через вторгнення РФ в Україну.[5] 2 травня 2022 року УЄФА підтвердив, що російські клуби відсторонені від участі у єврокубках на сезон 2022—2023 та присуджено мінімальний коефіцієнт за попередні 5 сезонів (4333) на 2022–2023 роки.[6]

### Лідери
П'ятирічна оцінка була офіційно введена в 1979 році, аби визначити кількість учасників від кожної країни в Кубку УЄФА. Пізніше, рейтинг був продовжений до 1960 року. У 1960—1966 роках тон задавали іспанці. Англійські команди почали брати участь у єврокубках дещо пізніше і вийшли на перше місце у 1967. У другій половині 1970-х та першій половині 1980-х панував німецький чемпіонат. Англійці знову повернули собі перше місце у 1985, але втратили його після Ейзельської трагедії, коли на кілька років англійським клубним командам було заборонено грати в єврокубках. Друга половина 80-х і майже всі 90-і час домінування італійської Серії «А». За цей період тільки одного року (1990) на перше місце поверталася Бундесліга. У новому тисячолітті на перші ролі вийшла іспанська Ла-Ліга. Починаючи з 2008 року її випередила англійська Прем'єр-Ліга, поки в 2012 на перші місця знову не повернулася іспанська Ла-Ліга.

## Рейтинг жіночих асоціацій
Станом на 18 червня 2022 року:
| Позиція | Позиція | Позиція       | Країна (Л: Ліга)         | Коефіцієнт      | Коефіцієнт      | Коефіцієнт      | Коефіцієнт      | Коефіцієнт      | Коефіцієнт | Команди | Місця 2024/25 |
| 2023    | 2022    | Зміна позицій | Країна (Л: Ліга)         | 2018–19         | 2019–20         | 2020–21         | 2021–22         | 2022–23         | Загальний  | Команди | Місця 2024/25 |
| ------- | ------- | ------------- | ------------------------ | --------------- | --------------- | --------------- | --------------- | --------------- | ---------- | ------- | ------------- |
| 1       | 1       | 0             | Франція (Л)              | 19,500          | 20,000          | 15,000          | 16,333          | 0,000           | 70,833     | 3/3     | В очікуванні  |
| 2       | 2       | 0             | Німеччина (Л)            | 15,000          | 16,500          | 16,500          | 14,666          | 0,000           | 62,666     | 3/3     | В очікуванні  |
| 3       | 3       | 0             | Іспанія (Л)              | 14,000          | 15,000          | 15,500          | 13,666          | 0,000           | 58,166     | 3/3     | В очікуванні  |
| 4       | 4       | 0             | Англія (Л)               | 10,500          | 11,500          | 17,500          | 9,000           | 0,000           | 48,500     | 3/3     | В очікуванні  |
| 5       | 5       | 0             | Швеція (Л)               | 8,500           | 4,500           | 7,500           | 3,666           | 0,000           | 24,166     | 3/3     | В очікуванні  |
| 6       | 8       | +2            | Данія (Л)                | 5,500           | 8,500           | 7,000           | 2,750           | 0,000           | 23,750     | 2/2     | В очікуванні  |
| 7       | 6       | –1            | Чехія (Л)                | 8,000           | 5,500           | 7,000           | 2,333           | 0,000           | 22,833     | 3/3     | В очікуванні  |
| 8       | 7       | –1            | Італія (Л)               | 6,000           | 3,000           | 5,000           | 8,500           | 0,000           | 22,500     | 2/2     | В очікуванні  |
| 9       | 9       | 0             | Нідерланди (Л)           | 8,000           | 6,000           | 3,000           | 2,500           | 0,000           | 19,500     | 2/2     | В очікуванні  |
| 10      | 13      | +3            | Шотландія (Л)            | 6,000           | 7,000           | 3,000           | 2,000           | 0,000           | 18,500     | 2/2     | В очікуванні  |
| 11      | 12      | +1            | Норвегія (Л)             | 7,500           | 2,000           | 5,500           | 2,500           | 0,000           | 17,500     | 2/2     | В очікуванні  |
| 12      | 15      | +3            | Україна (Л)              | 3,000           | 2,000           | 5,000           | 7,000           | 0,000           | 17,000     | 1/1     | В очікуванні  |
| 13      | 11      | –2            | Казахстан (Л)            | 5,000           | 7,000           | 3,500           | 1,500           | 0,000           | 17,000     | 2/2     | В очікуванні  |
| 14      | 14      | 0             | Білорусь (Л)             | 2,000           | 8,000           | 5,000           | 1,500           | 0,000           | 16,500     | 2/2     | В очікуванні  |
| 15      | 10      | –5            | Ісландія (Л)             | 3,000           | 8,000           | 2,000           | 3,250           | 0,000           | 16,250     | 2/2     | В очікуванні  |
| 16      | 17      | +1            | Португалія (Л)           | 2,000           | 4,000           | 3,000           | 7,000           | 0,000           | 16,000     | 1/1     | В очікуванні  |
| 17      | 16      | –1            | Австрія (Л)              | 2,000           | 3,000           | 9,000           | 2,000           | 0,000           | 16,000     | 2/2     | В очікуванні  |
| 18      | 18      | 0             | Швейцарія (Л)            | 5,000           | 3,000           | 3,000           | 2,500           | 0,000           | 13,500     | 2/2     | В очікуванні  |
| 19      | 20      | +1            | Кіпр (Л)                 | 5,000           | 2,000           | 2,000           | 3,000           | 0,000           | 12,000     | 1/1     | В очікуванні  |
| 20      | 22      | +2            | Сербія (Л)               | 3,000           | 4,000           | 3,000           | 2,000           | 0,000           | 12,000     | 1/1     | В очікуванні  |
| 21      | 21      | 0             | Росія (Л)[FG]            | 3,000           | 3,000           | 2,000           | 1,750           | 1,750           | 11,500     | 0/0     | В очікуванні  |
| 22      | 23      | +1            | Албанія (Л)              | 2,000           | 3,000           | 2,000           | 3,000           | 0,000           | 10,000     | 1/1     | В очікуванні  |
| 23      | 24      | +1            | Бельгія (Л)              | 2,000           | 4,000           | 2,000           | 2,000           | 0,000           | 10,000     | 1/1     | В очікуванні  |
| 24      | 19      | –5            | Литва (Л)                | 3,000           | 1,500           | 2,000           | 2,000           | 0,000           | 8,500      | 1/1     | В очікуванні  |
| 25      | 27      | +2            | Боснія і Герцеговина (Л) | 3,000           | 2,000           | 2,000           | 1,500           | 0,000           | 8,500      | 1/1     | В очікуванні  |
| 26      | 28      | +2            | Угорщина (Л)             | 1,500           | 2,500           | 2,000           | 2,000           | 0,000           | 8,000      | 1/1     | В очікуванні  |
| 27      | 26      | –1            | Фінляндія (Л)            | 3,000           | 2,000           | 1,000           | 2,000           | 0,000           | 8,000      | 1/1     | В очікуванні  |
| 28      | 25      | –3            | Польща (Л)               | 2,000           | 1,500           | 3,000           | 1,500           | 0,000           | 8,000      | 1/1     | В очікуванні  |
| 29      | 30      | +1            | Хорватія (Л)             | 1,500           | 1,000           | 1,000           | 3,000           | 0,000           | 6,500      | 1/1     | В очікуванні  |
| 30      | 34      | +4            | Словенія (Л)             | 0,000           | 1,000           | 3,000           | 2,000           | 0,000           | 6,000      | 1/1     | В очікуванні  |
| 31      | 32      | +1            | Туреччина (Л)            | 1,500           | 2,000           | 1,000           | 1,500           | 0,000           | 6,000      | 1/1     | В очікуванні  |
| 32      | 29      | –3            | Румунія (Л)              | 2,000           | 1,000           | 2,000           | 1,000           | 0,000           | 6,000      | 1/1     | В очікуванні  |
| 33      | 36      | +3            | Косово (Л)               | 0,000           | 3,000           | 1,000           | 1,500           | 0,000           | 5,500      | 1/1     | В очікуванні  |
| 34      | 33      | –1            | Ірландія (Л)             | 1,000           | 2,000           | 1,000           | 1,500           | 0,000           | 5,500      | 1/1     | В очікуванні  |
| 35      | 31      | –4            | Греція (Л)               | 2,000           | 0,000           | 1,000           | 2,000           | 0,000           | 5,000      | 1/1     | В очікуванні  |
| 36      | 35      | –1            | Болгарія (Л)             | 1,000           | 0,500           | 2,000           | 1,500           | 0,000           | 5,000      | 1/1     | В очікуванні  |
| 37      | 39      | +2            | Чорногорія (Л)           | 0,500           | 1,500           | 1,000           | 1,500           | 0,000           | 4,500      | 1/1     | В очікуванні  |
| 38      | 37      | –1            | Словаччина (Л)           | 1,000           | 1,000           | 1,000           | 1,500           | 0,000           | 4,500      | 1/1     | В очікуванні  |
| 38      | 37      | –1            | Естонія (Л)              | 1,000           | 1,000           | 1,000           | 1,500           | 0,000           | 4,500      | 1/1     | В очікуванні  |
| 40      | 40      | 0             | Уельс (Л)                | 0,500           | 2,000           | 1,000           | 1,000           | 0,000           | 4,500      | 1/1     | В очікуванні  |
| 41      | 41      | 0             | Грузія (Л)               | 0,000           | 0,000           | 3,000           | 1,000           | 0,000           | 4,000      | 1/1     | В очікуванні  |
| 42      | 43      | +1            | Північна Ірландія (Л)    | 0,000           | 1,000           | 1,000           | 1,500           | 0,000           | 3,500      | 1/1     | В очікуванні  |
| 43      | 42      | –1            | Ізраїль (Л)              | 0,500           | 1,000           | 1,000           | 1,000           | 0,000           | 3,500      | 1/1     | В очікуванні  |
| 44      | 44      | 0             | Люксембург (Л)           | НБУ             | 0,000           | 1,000           | 2,000           | 0,000           | 3,000      | 1/1     | В очікуванні  |
| 45      | 46      | +1            | Мальта (Л)               | 0,500           | 0,000           | 1,000           | 1,000           | 0,000           | 2,500      | 1/1     | В очікуванні  |
| 46      | 45      | –1            | Фарерські Острови (Л)    | 0,000           | 0,000           | 1,000           | 1,000           | 0,000           | 2,000      | 1/1     | В очікуванні  |
| 46      | 47      | +1            | Латвія (Л)               | 0,000           | 0,000           | 1,000           | 1,000           | 0,000           | 2,000      | 1/1     | В очікуванні  |
| 46      | 47      | +1            | Північна Македонії (Л)   | 0,000           | 0,000           | 1,000           | 1,000           | 0,000           | 2,000      | 1/1     | В очікуванні  |
| 46      | 47      | +1            | Вірменія (Л)             | НБУ             | 0,000           | 1,000           | 1,000           | 0,000           | 2,000      | 1/1     | В очікуванні  |
| 46      | 47      | +1            | Молдова (Л)              | 0,000           | 0,000           | 1,000           | 1,000           | 0,000           | 2,000      | 1/1     | В очікуванні  |
| —       | —       | —             | Андорра (НЛ)             | Не брали участь | Не брали участь | Не брали участь | Не брали участь | Не брали участь | (БР)       | 0/0     | В очікуванні  |
| —       | —       | —             | Азербайджан (Л)          | Не брали участь | Не брали участь | Не брали участь | Не брали участь | Не брали участь | (БР)       | 0/0     | В очікуванні  |
| —       | —       | —             | Гібралтар (Л)            | Не брали участь | Не брали участь | Не брали участь | Не брали участь | Не брали участь | (БР)       | 0/0     | В очікуванні  |
| —       | —       | —             | Ліхтенштейн (НЛ)         | Не брали участь | Не брали участь | Не брали участь | Не брали участь | Не брали участь | (БР)       | 0/0     | В очікуванні  |
| —       | —       | —             | Сан-Марино (НЛ)          | Не брали участь | Не брали участь | Не брали участь | Не брали участь | Не брали участь | (БР)       | 0/0     | В очікуванні  |

1. ↑  Кількість команд, які донині беруть участь у Жіночій Лізі чемпіонів,
2. ↑  Відсторонені від участі у єврокубках на сезон 2022—2023, присуджено 1750 очок.
3. 1 2 3 4 5 6 7  Не брали участі у попередньому сезону єврокубків (НБУ).
4. 1 2 3 4 5 6 7 8 9 10  Без рангу, асоціації не брали участі в єврокубкових сезонах, щоби підрахувати коефіцієнт (БР).
5. 1 2 3  Немає жіночої ліги (НЛ).

Примітки
1. ^ Росія (RUS): 28 лютого 2022 року ФІФА та УЄФА відсторонили від змагань усі клуби та збірні Росії через вторгнення РФ в Україну.[5] 2 травня 2022 року УЄФА підтвердив, що російські клуби відсторонені від участі у єврокубках на сезон 2022—2023 та присуджено мінімальний коефіцієнт за попередні 5 сезонів (4333) на 2022–2023 роки.[6]

## Рейтинг клубів
Клубний коефіцієнт складається на підставі результатів конкретного клубу в Лізі чемпіонів УЄФА, Лізі Європи УЄФА та Лізі конференцій УЄФА за останні п'ять сезонів. Рейтинги визначають посів даного клубу під час жеребкування в змаганнях під егідою УЄФА. В кожному конкретному сезоні коефіцієнт розраховується відповідно до регламентів змагань, а нижченаведена схема стосується сезонів 2024–25 — 2026–27. Серії післяматчевих одинадцятиметрових пенальті не впливають на систему розрахунку.
Система нарахування очок в Лізі чемпіонів УЄФА
- Перемога в кожному матчі, починаючи з етапу ліги (за винятком стикових матчів) — 2 очка
- Нічия в кожному матчі, починаючи з етапу ліги (за винятком стикових матчів) — 1 очко
- Бонус етапу ліги — 6 очок
- Збільшення бонусу етапу ліги за рахунок зростання фінального рейтингу (9–24) — 0,25 очка
- Збільшення бонусу етапу ліги за рахунок зростання фінального рейтингу (1–8) — 0,25 очка
- За вихід в 1/8 фіналу, чвертьфінал, півфінал і фінал клубам додатково нараховується по 1,5 очок.

За виліт у кваліфікації додаткових очок не нараховується, оскільки клуби автоматично переходять до Ліги Європи УЄФА або Ліги конференцій УЄФА й отримують очки за участь в цьому турнірі.
Система нарахування очок в Лізі Європи УЄФА
- Участь у етапі ліги — 3 очка
- Перемога в кожному матчі, починаючи з етапу ліги (за винятком стикових матчів) — 2 очка
- Нічия в кожному матчі, починаючи з етапу ліги (за винятком стикових матчів) — 1 очко
- Збільшення бонусу етапу ліги за рахунок зростання фінального рейтингу (9–24) — 0,25 очка
- Збільшення бонусу етапу ліги за рахунок зростання фінального рейтингу (1–8) — 0,25 очка
- За вихід в 1/8 фіналу, чвертьфінал, півфінал і фінал клубам додатково нараховується по 1 очку.

За виліт у кваліфікації додаткових очок не нараховується, оскільки клуби автоматично переходять до Ліги конференцій УЄФА й отримують очки за участь в цьому турнірі.
Система нарахування очок в Лізі конференцій УЄФА
- Виліт в першому кваліфікаційному раунді — 1 очко
- Виліт в другому кваліфікаційному раунді — 1,5 очка
- Виліт в третьому кваліфікаційному раунді — 2 очко
- Виліт в раунді плей-оф — 2,5 очка
- Участь у етапі ліги — 2,5 очка
- Перемога в кожному матчі, починаючи з етапу ліги (за винятком стикових матчів) — 2 очка
- Нічия в кожному матчі, починаючи з етапу ліги (за винятком стикових матчів) — 1 очко
- Збільшення бонусу етапу ліги за рахунок зростання фінального рейтингу (9–24) — 0,125 очка
- Збільшення бонусу етапу ліги за рахунок зростання фінального рейтингу (1–8) — 0,25 очка
- За вихід в 1/8 фіналу, чвертьфінал, півфінал і фінал клубам додатково нараховується по 0,5 очка.

### Розрахунок коефіцієнта
Клубний коефіцієнт є сумою всіх набраних очок за останні п'ять сезонів або 20 % від коефіцієнта асоціації за аналогічний період, якщо такий коефіціент перевищує коефіціент клубу за п'ять сезонів.
Станом на 2 червня 2025
| Місце | Місце | Місце | Клуб                | Асоціація  | Коефіцієнт | Коефіцієнт | Коефіцієнт | Коефіцієнт | Коефіцієнт | Коефіцієнт |
| 2026  | 2025  | Зм    | Клуб                | Асоціація  | 2021–22    | 2022–23    | 2023–24    | 2024–25    | 2025–26    | Загальний  |
| ----- | ----- | ----- | ------------------- | ---------- | ---------- | ---------- | ---------- | ---------- | ---------- | ---------- |
| 1     | 1     | –     | Реал Мадрид         | Іспанія    | 30.0       | 29.0       | 34.0       | 24.50      | 6.0        | 123.50     |
| 2     | 3     | +1    | Баварія             | Німеччина  | 26.0       | 27.0       | 28.0       | 27.25      | 6.0        | 114.25     |
| 3     | 6     | +3    | Інтернаціонале      | Італія     | 18.0       | 29.0       | 20.0       | 40.25      | 6.0        | 113.25     |
| 4     | 2     | –2    | Манчестер Сіті      | Англія     | 27.0       | 33.0       | 28.0       | 14.75      | 6.0        | 108.75     |
| 5     | 4     | –1    | Ліверпуль           | Англія     | 33.0       | 19.0       | 20.0       | 29.50      | 6.0        | 107.50     |
| 6     | 5     | –1    | Парі Сен-Жермен     | Франція    | 19.0       | 19.0       | 23.0       | 33.50      | 6.0        | 100.50     |
| 7     | 13    | +6    | Баєр 04             | Німеччина  | 14.0       | 19.0       | 29.0       | 23.25      | 6.0        | 91.25      |
| 8     | 8     | –     | Боруссія (Дортмунд) | Німеччина  | 10.0       | 17.0       | 29.0       | 27.75      | 6.0        | 90.75      |
| 9     | 10    | +1    | Барселона           | Іспанія    | 15.0       | 9.0        | 23.0       | 36.25      | 6.0        | 89.25      |
| 10    | 14    | +4    | Атлетіко (Мадрид)   | Іспанія    | 19.0       | 8.0        | 24.0       | 26.50      | 6.0        | 83.50      |
| 11    | 9     | –2    | Рома                | Італія     | 23.0       | 22.0       | 21.0       | 14.50      | 3.0        | 83.50      |
| 12    | 7     | –5    | Челсі               | Англія     | 25.0       | 21.0       | 0.0        | 30.00      | 6.0        | 82.00      |
| 13    | 12    | –1    | Арсенал             | Англія     | 0.0        | 17.0       | 22.0       | 36.00      | 6.0        | 81.00      |
| 14    | 15    | +1    | Бенфіка             | Португалія | 20.0       | 25.0       | 14.0       | 18.75      | 3.0        | 80.75      |
| 15    | 23    | +8    | Айнтрахт            | Німеччина  | 28.0       | 16.0       | 7.0        | 23.00      | 6.0        | 80.00      |
| 16    | 11    | –5    | Манчестер Юнайтед   | Англія     | 18.0       | 19.0       | 7.0        | 32.50      | 0.0        | 76.50      |
| 17    | 16    | –1    | Аталанта            | Італія     | 16.0       | 0.0        | 28.0       | 21.00      | 6.0        | 71.00      |
| 18    | 26    | +8    | Феєнорд             | Нідерланди | 24.0       | 17.0       | 8.0        | 18.00      | 3.0        | 70.00      |
| 19    | 29    | +10   | Вест Гем Юнайтед    | Англія     | 21.0       | 29.0       | 19.0       | 0.0        | 0.0        | 69.00      |
| 20    | 19    | –1    | Мілан               | Італія     | 7.0        | 24.0       | 16.0       | 19.00      | 0.0        | 66.00      |
| 21    | 28    | +7    | ПСВ                 | Нідерланди | 10.0       | 11.0       | 17.0       | 21.25      | 6.0        | 65.25      |
| 22    | 33    | +11   | Фіорентіна          | Італія     | 0.0        | 20.0       | 22.0       | 20.00      | 2.5        | 64.50      |
| 23    | 24    | +1    | Брюгге              | Бельгія    | 7.0        | 17.0       | 21.0       | 15.75      | 3.0        | 63.75      |
| 24    | 35    | +11   | Спортінг            | Португалія | 16.0       | 14.0       | 12.0       | 14.50      | 6.0        | 62.50      |
| 25    | 27    | +2    | Тоттенгем Готспур   | Англія     | 5.0        | 18.0       | 0.0        | 32.25      | 6.0        | 61.25      |

1. 1 2 3 4 5 6 7 8 9  Не брав участі в єврокубках цього сезону

### Кращі клуби за роками
Клуби, які займали перше місце в рейтингу в кожному п'ятирічному періоді, перераховані по роках:
| Роки      | Клуб                   | Коеф.   |
| --------- | ---------------------- | ------- |
| 1975–1979 | Боруссія Менхенгладбах | 8.402   |
| 1976–1980 | Боруссія Менхенгладбах | 7.985   |
| 1977–1981 | Барселона              | 7.652   |
| 1978–1982 | Барселона              | 7.832   |
| 1979–1983 | Барселона              | 7.998   |
| 1980–1984 | Ліверпуль              | 8.277   |
| 1981–1985 | Ліверпуль              | 9.054   |
| 1982–1986 | Андерлехт              | 7.915   |
| 1982–1986 | Ювентус                | 7.915   |
| 1983–1987 | Ювентус                | 8.665   |
| 1984–1988 | Ювентус                | 8.388   |
| 1985–1989 | Баварія Мюнхен         | 7.846   |
| 1986–1990 | Баварія Мюнхен         | 8.096   |
| 1987–1991 | Ювентус                | 8.291   |
| 1988–1992 | Реал Мадрид            | 7.975   |
| 1989–1993 | Реал Мадрид            | 7.850   |
| 1990–1994 | Реал Мадрид            | 7.600   |
| 1991–1995 | Реал Мадрид            | 7.266   |
| 1992–1996 | Аякс Амстердам         | 9.124   |
| 1993–1997 | Ювентус                | 8.719   |
| 1994–1998 | Парі Сен-Жермен        | 8.716   |
| 1995–1999 | Ювентус                | 121.606 |
| 1996–2000 | Ювентус                | 109.963 |
| 1997–2001 | Реал Мадрид            | 114.605 |

| Роки      | Клуб              | Коеф.   |
| --------- | ----------------- | ------- |
| 1998–2002 | Реал Мадрид       | 147.233 |
| 1999–2003 | Реал Мадрид       | 151.769 |
| 2000–2004 | Реал Мадрид       | 146.350 |
| 2001–2005 | Реал Мадрид       | 131.326 |
| 2002–2006 | Мілан             | 129.020 |
| 2003–2007 | Мілан             | 133.808 |
| 2004–2008 | Челсі             | 124.996 |
| 2005–2009 | Барселона         | 121.853 |
| 2006–2010 | Барселона         | 136.951 |
| 2007–2011 | Манчестер Юнайтед | 151.157 |
| 2008–2012 | Барселона         | 157.837 |
| 2009–2013 | Барселона         | 157.605 |
| 2010–2014 | Реал Мадрид       | 161.542 |
| 2011–2015 | Реал Мадрид       | 171.999 |
| 2012–2016 | Реал Мадрид       | 176.142 |
| 2013–2017 | Реал Мадрид       | 176.999 |
| 2014–2018 | Реал Мадрид       | 162.000 |
| 2015–2019 | Реал Мадрид       | 146.000 |
| 2016–2020 | Баварія Мюнхен    | 136.000 |
| 2017–2021 | Баварія Мюнхен    | 134.000 |
| 2018–2022 | Баварія Мюнхен    | 138.000 |
| 2019–2023 | Манчестер Сіті    | 145.000 |
| 2020–2024 | Манчестер Сіті    | 148.000 |
| 2021–2025 | Реал Мадрид       | 143.500 |

Кількість перших місць зайнятих клубом:
| Місце | Клуб                   | Загальний |
| ----- | ---------------------- | --------- |
| 1     | Реал Мадрид            | 16        |
| 2     | Ювентус                | 7         |
| 2     | Барселона              | 7         |
| 4     | Баварія Мюнхен         | 5         |
| 5     | Боруссія Менхенгладбах | 2         |
| 5     | Ліверпуль              | 2         |
| 5     | Манчестер Сіті         | 2         |
| 5     | Мілан                  | 2         |
| 8     | Аякс Амстердам         | 1         |
| 8     | Андерлехт              | 1         |
| 8     | Челсі                  | 1         |
| 8     | Манчестер Юнайтед      | 1         |
| 8     | Парі Сен-Жермен        | 1         |

## Коефіцієнт національних збірних (1997–2017)
Коефіцієнт національних збірних використовувся у період з 1997 по 2017 рік. Метою розрахунку коефіцієнтів було складання офіційного рейтингу УЄФА, який використовувався як критерій при формуванні кваліфікаційних груп і груп основного турніру чемпіонату Європи.
Коефіцієнт національних збірних УЄФА складався з результатів кожної європейської національної футбольної команди і розраховувався УЄФА кожен другий рік в листопаді; це відбувалося, коли всі збірні УЄФА завершили кваліфікаційний етап майбутнього чемпіонату світу або чемпіонату Європи.
Раніше коефіцієнт збірних УЄФА також використовувався для складання кваліфікаційних груп в Європі при відбірковому циклі до чемпіонату світу, в той час як жеребкування фінальної стадії чемпіонату світу завжди складається на основі офіційного рейтингу ФІФА. З 2006 року УЄФА припинив використовувати коефіцієнти національних збірних УЄФА для посіву в кваліфікаційних групах до чемпіонату світу на вимогу ФІФА, щоб використовувати тільки офіційний рейтинг ФІФА для всіх посівів пов'язаних з чемпіонатом світу.

### Рейтинг і методи розрахунку
З 20 травня 2008 року існувала система ранжування коефіцієнтів УЄФА. Рейтинг розраховувався кожний другий рік в листопаді, команди отримували рейтингові очки за кожну гру, яку відіграють в повному циклі (визначаються всі відбіркові ігри і ігри фінального турніру) на чемпіонаті світу і чемпіонаті Європи (товариські матчі не враховуються). Бралися до уваги виступи в трьох кваліфікаційних та двох фінальних частинах останніх турнірів. Фінальна і кваліфікаційна частина одного турнір вважалася циклом, а останній відбірковий турнір називавсвя напівциклом. Рейтинг цих ігор нараховувався відповідно до правил:
1. 10000 балів нараховуються за кожен зіграний матч, незалежно від результату.
2. Кожна команда отримує додатково 30,000 балів за перемогу і 10000 за нічию.
3. За кожен забитий гол в основний і додатковий час команда отримує 501 очко, а за кожен пропущений гол втрачає 500 очок.
4. Якщо матч закінчується серією пенальті, то команди отримують ще по 10 000 очок. Переможець серії додатково отримує 10 000 очок. Голи, забиті в серії пенальті, не враховуються.
5. Всі очки, набрані збірною протягом циклу або напівциклу, сумуються і діляться на кількість зіграних матчів. Для збірних, які не пройшли до фінальної частини чемпіонату, очки, набрані за кваліфікаційний період, вважаються як очки, набрані за цикл.
6. Для кожного циклу і напівциклу встановлені свої вагові коефіцієнти. Так, для другого циклу і напівциклу ваговий коефіцієнт дорівнює 2, а коефіцієнт першого циклу дорівнює 1.
7. Для отримання рейтингу збірної беруть очки, набрані в кожному циклі (або напівциклі), і множать на відповідний ваговий коефіцієнт. Отримані значення складають і ділять на 5 (на підставі цього підрахунку складається таблиця рейтингу збірних)

Бонусні очки 
За участь у кваліфікаційній і фінальній частинах турніру чемпіонату Європи або чемпіонату світу збірна отримувала бонусні очки, що не залежать від підсумків матчу. Сума бонусних очок представлена в таблиці:
|                  | Плей-офф | Груповий етап | 1/8   | 1/4    | Півфінал | Матч за третє місце | Фінал  |
| ---------------- | -------- | ------------- | ----- | ------ | -------- | ------------------- | ------ |
| Чемпіонат Європи | 6 000    | 9 000         | —     | 18 000 | 28 000   | —                   | 38 000 |
| Чемпіонат світу  | 6 000    | 6 000         | 9 000 | 18 000 | 28 000   | 18 000              | 38 000 |

| Коефіцієнти від 2015 року, які використовуватися для посіву в розіграші Євро 2016, були розраховані для кожної країни шляхом: - 40 % очок від середнього рейтингу за гру у відбірковому етапі Євро 2016 - 40 % очок від середнього рейтингу за гру у відбірковому етапі і фінальному турнірі чемпіонату світу 2014 року - 20 % очок від середнього рейтингу за гру у відбірковому і фінальному турнірі Євро 2012. Посіви і горшкові розміщення команд в розіграші ЄВРО-2016 були засновані на коефіцієнтах УЄФА 13 жовтня 2015 року: \| Перший кошик \| Перший кошик \| Перший кошик \| Другий кошик \| Другий кошик \| Другий кошик \| Третій кошик \| Третій кошик \| Третій кошик \| \| Місце \| Збірна \| Рейтинг \| Місце \| Збірна \| Рейтинг \| Місце \| Збірна \| Рейтинг \| \| 1 \| Німеччина \| 40 236 \| 10 \| Швейцарія \| 31 254 \| 19 \| Словаччина \| 27 171 \| \| 2 \| Іспанія \| 37 962 \| 11 \| Австрія \| 30 932 \| 20 \| Угорщина \| 27 142 \| \| 3 \| Англія \| 35 963 \| 12 \| Хорватія \| 30 642 \| 21 \| Данія \| 27 140 \| \| 4 \| Португалія \| 35 138 \| 13 \| Боснія і Герцеговина \| 30 367 \| 22 \| Туреччина \| 27 033 \| \| 5 \| Бельгія \| 34 442 \| 14 \| Україна \| 30 313 \| 23 \| Ірландія \| 26 902 \| \| 6 \| Італія \| 34 345 \| 15 \| Чехія \| 29 403 \| 24 \| Греція \| 26 654 \| \| 7 \| Нідерланди \| 33 679 \| 16 \| Швеція \| 29 028 \| 25 \| Норвегія \| 26 439 \| \| 8 \| Франція \| 33 599 \| 17 \| Польща \| 28 306 \| 26 \| Словенія \| 25 441 \| \| 9 \| Росія \| 31 345 \| 18 \| Румунія \| 28 038 \| 27 \| Ісландія \| 25 388 \| \| Четвертий кошик \| Четвертий кошик \| Четвертий кошик \| П'ятий кошик \| П'ятий кошик \| П'ятий кошик \| Шостий кошик \| Шостий кошик \| Шостий кошик \| \| Місце \| Збірна \| Рейтинг \| Місце \| Збірна \| Рейтинг \| Місце \| Збірна \| Рейтинг \| \| 28 \| Уельс \| 24 521 \| 37 \| Вірменія \| 19 476 \| 46 \| Македонія \| 15 521 \| \| 29 \| Ізраїль \| 24 162 \| 38 \| Естонія \| 19 429 \| 47 \| Казахстан \| 14 101 \| \| 30 \| Шотландія \| 23 259 \| 39 \| Литва \| 19 278 \| 48 \| Люксембург \| 13 821 \| \| 31 \| Албанія \| 23 216 \| 40 \| Білорусь \| 18 666 \| 49 \| Ліхтенштейн \| 12 725 \| \| 32 \| Чорногорія \| 22 971 \| 41 \| Грузія \| 17 786 \| 50 \| Фарерські острови \| 12 681 \| \| 33 \| Північна Ірландія \| 22 961 \| 42 \| Азербайджан \| 16 941 \| 51 \| Мальта \| 11 310 \| \| 34 \| Сербія \| 22 127 \| 43 \| Латвія \| 16 911 \| 52 \| Андорра \| 8 520 \| \| 35 \| Фінляндія \| 21 181 \| 44 \| Кіпр \| 16 898 \| 53 \| Сан-Марино \| 8 110 \| \| 36 \| Болгарія \| 20 766 \| 45 \| Молдова \| 16 621 \| 54 \| Гібралтар \| \| |                   |                 |              |                      |              |              |                   |              |
| Перший кошик | Перший кошик      | Перший кошик    | Другий кошик | Другий кошик         | Другий кошик | Третій кошик | Третій кошик      | Третій кошик |
| Місце | Збірна            | Рейтинг         | Місце        | Збірна               | Рейтинг      | Місце        | Збірна            | Рейтинг      |
| 1 | Німеччина         | 40 236          | 10           | Швейцарія            | 31 254       | 19           | Словаччина        | 27 171       |
| 2 | Іспанія           | 37 962          | 11           | Австрія              | 30 932       | 20           | Угорщина          | 27 142       |
| 3 | Англія            | 35 963          | 12           | Хорватія             | 30 642       | 21           | Данія             | 27 140       |
| 4 | Португалія        | 35 138          | 13           | Боснія і Герцеговина | 30 367       | 22           | Туреччина         | 27 033       |
| 5 | Бельгія           | 34 442          | 14           | Україна              | 30 313       | 23           | Ірландія          | 26 902       |
| 6 | Італія            | 34 345          | 15           | Чехія                | 29 403       | 24           | Греція            | 26 654       |
| 7 | Нідерланди        | 33 679          | 16           | Швеція               | 29 028       | 25           | Норвегія          | 26 439       |
| 8 | Франція           | 33 599          | 17           | Польща               | 28 306       | 26           | Словенія          | 25 441       |
| 9 | Росія             | 31 345          | 18           | Румунія              | 28 038       | 27           | Ісландія          | 25 388       |
| Четвертий кошик | Четвертий кошик   | Четвертий кошик | П'ятий кошик | П'ятий кошик         | П'ятий кошик | Шостий кошик | Шостий кошик      | Шостий кошик |
| Місце | Збірна            | Рейтинг         | Місце        | Збірна               | Рейтинг      | Місце        | Збірна            | Рейтинг      |
| 28 | Уельс             | 24 521          | 37           | Вірменія             | 19 476       | 46           | Македонія         | 15 521       |
| 29 | Ізраїль           | 24 162          | 38           | Естонія              | 19 429       | 47           | Казахстан         | 14 101       |
| 30 | Шотландія         | 23 259          | 39           | Литва                | 19 278       | 48           | Люксембург        | 13 821       |
| 31 | Албанія           | 23 216          | 40           | Білорусь             | 18 666       | 49           | Ліхтенштейн       | 12 725       |
| 32 | Чорногорія        | 22 971          | 41           | Грузія               | 17 786       | 50           | Фарерські острови | 12 681       |
| 33 | Північна Ірландія | 22 961          | 42           | Азербайджан          | 16 941       | 51           | Мальта            | 11 310       |
| 34 | Сербія            | 22 127          | 43           | Латвія               | 16 911       | 52           | Андорра           | 8 520        |
| 35 | Фінляндія         | 21 181          | 44           | Кіпр                 | 16 898       | 53           | Сан-Марино        | 8 110        |
| 36 | Болгарія          | 20 766          | 45           | Молдова              | 16 621       | 54           | Гібралтар         |              |

## Україна в таблиці коефіцієнтів УЄФА
Після розпаду Радянського Союзу спадкоємцем чемпіонату СРСР із футболу визнано чемпіонат Росії з футболу. На ту пору СРСР посідав 8-ме місце в таблиці коефіцієнтів. Україні довелося розпочинати з нульового коефіцієнта і трьох команд у єврокубках. До 1999 року Україна здобула право виставляти 4 команди в єврокубках, увійшовши в першу п'ятнадцятку. Український клубний футбол пішов угору в 2000-х роках, коли крім київського «Динамо» українські мільярдери почали фінансувати інші клуби, серед яких «Шахтар» (Донецьк), «Металіст» (Харків), «Дніпро» (Дніпро) і «Металург» (Донецьк), завдяки чому футбольні команди змогли дозволити собі запрошувати іноземних гравців високого рівня.
Дуже успішний виступ українських команд у сезоні 2008/2009 уперше в історії вивів Україну на перше місце за коефіцієнтом УЄФА за підсумками сезону. За підсумками п'яти останніх сезонів Україна посідає 20-те місце.